# Drepanicus chrysopinus
Drepanicus chrysopinus là một loài côn trùng trong họ Mantispidae thuộc bộ Neuroptera. Loài này được Brauer miêu tả năm 1867.